# Acrolophus kearfotti
Acrolophus kearfotti är en fjärilsart som beskrevs av Dyar 1903. Acrolophus kearfotti ingår i släktet Acrolophus och familjen Acrolophidae. Inga underarter finns listade i Catalogue of Life.